# Бремерфьорде
Бремерфьорде (на немски: Bremervörde) е курортен град в Долна Саксония, Германия с 18 701 жители (към 31 декември 2013).
Намира се между градовете Бремерхафен и Хамбург. През града тече река Осте.
В началото на 12 век от 1112 до 1122 г. саксонският херцог Лотар фон Сюплингенбург (по-късно император Лотар III), строи на стратегическо място на Осте водния замък Фьорде, наричан „castrum vorde“.